# Ievgueni Oneguin (Txaikovski)
|  | Per a l'obra de Puixkin vegeu Eugeni Oneguin. |

Eugeni Oneguin (Евгений Онегин, Ievgueni Oneguin, en rus) és una òpera (escenes líriques) en tres actes amb música de Piotr Ilitx Txaikovski i llibret de K. Shilovski i Modest Txaikovski, germà del compositor, basat en la novel·la homònima en vers d'Aleksandr Puixkin, publicada l'any 1831. Txaikovski es va negar a que l'obra fóra estrenada al Teatre Bolxoi perquè desconfiava que els seus madurs i acomodats cantants pogueren transmetre la frescor i la vitalitat que ell desitjava, de manera que va decidir estrenar-la en una funció al Conservatori de Moscou, a càrrec d'un grup d'estudiants, el 29 de març de 1879. Posteriorment s'estrenaria al Teatre Bolxoi de Moscou.
Les parts més conegudes de l'òpera inclouen l'ària de la carta de Tatiana, la reflexió de Lenski abans del duel i l'ària del príncep Gremin sobre Tatiana. La música també inclou diversos ballets, entre els quals s'ha fet cèlebre la polonesa del tercer acte.
Eugeni Oneguin és el drama de l'amor mal sincronitzat. En un primer moment, Tatiana és rebutjada pel vividor i home de món Oneguin, que fins i tot es permet donar-li lliçons de comportament. Després, avorrit dels plaers mundans, Oneguin s'adona dels seus sentiments i tracta de recuperar a una dona que ara se li presenta esplendorosa, però és massa tard: Tatiana, casada amb un ric militar retirat, el rebutja pels convencionalismes socials.
Eugeni Oneguin és part del repertori operístic, se sol interpretar amb regularitat i n'hi ha diverses gravacions.

## Origen i context
Txaikovski va néixer el 1840 a Vótkinsk, Rússia, fill d'un inspector de mines. Inicialment, va estudiar dret a Sant Petersburg i va viatjar per Europa treballant com a traductor abans de decantar-se per la música. Entre 1862 i 1865 va estudiar al Conservatori de Sant Petersburg sota la direcció d'Anton Rubinstein, un destacat pianista i compositor rus. Després de graduar-se, va començar a ensenyar al Conservatori de Moscou, que acabava d'obrir, on va exercir de professor durant dotze anys. Era conegut per la seva naturalesa introvertida, emocional i amb tendències neuròtiques. Tot i això, va aconseguir una gran reputació tant com a compositor com a director d'orquestra. El 1876, la vídua rica Nadejda von Meck va escoltar la música de Txaikovski i li va oferir patrocini a canvi d'una assignació regular, tot i que mai es van conèixer personalment. Durant catorze anys, es van intercanviar cartes, i això va permetre a Txaikovski deixar la seva feina com a mestre i dedicar-se completament a la composició. El 1890, la senyora von Meck va interrompre sobtadament la relació, per motius desconeguts, tot i que en aquell moment Txaikovski ja s'havia establert com a compositor.

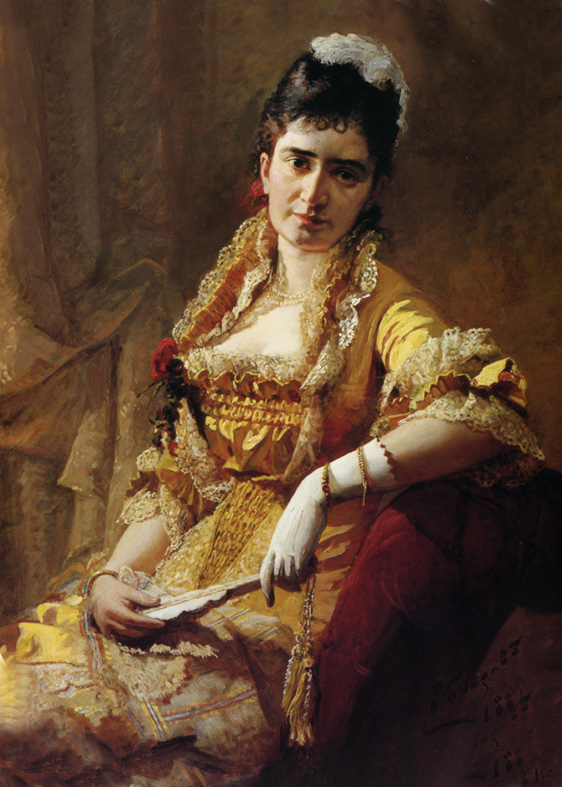
Ielizaveta Lavróvskaia, mezzosoprano amiga de Txaikovski que va suggerir el tema al compositor

Eugeni Oneguin es basa en una novel·la en vers escrita per Aleksandr Puixkin, el més respectat dels autors russos, entre 1823 i 1831 i publicada el 1833, que continua sent una de les obres més importants de la literatura russa. A mitjans de 1876, Txaikovski va començar a buscar un tema per a la seva pròxima òpera, i el 1877 va rebre la proposta d'escriure una òpera sobre Eugeni Oneguin, suggerida per l'amiga i cantant Ielizaveta Lavróvskaia. Txaikovski, igual que la de la majoria de les seves amistats i coneguts, en un primer moment va pensar que l'obra de Puixkin, tan refinada i venerada en els cercles literaris, era massa complexa i valuosa per ser reinterpretada en un format operístic, un procés que requeria seguir convencions força rígides. Llavors va temptejar la possibilitat de centrar-se en altres opcions més prometedores com Otel·lo de Shakespeare o Cinq-mars d'Alfred de Vigny. Tot i això, després de pocs dies, el compositor va modificar la seva postura i va adonar-se que, finalment, els punts febles dramàtics del poema podrien ser compensats per la "profunditat de la seva poesia" i la seva "humanitat i senzillesa". Txaikovski es va deixar captivar per la història i, a mesura que treballava en l'òpera, va confessar estar enamorat de la protagonista, Tatiana, i fascinat per la poesia de Puixkin.

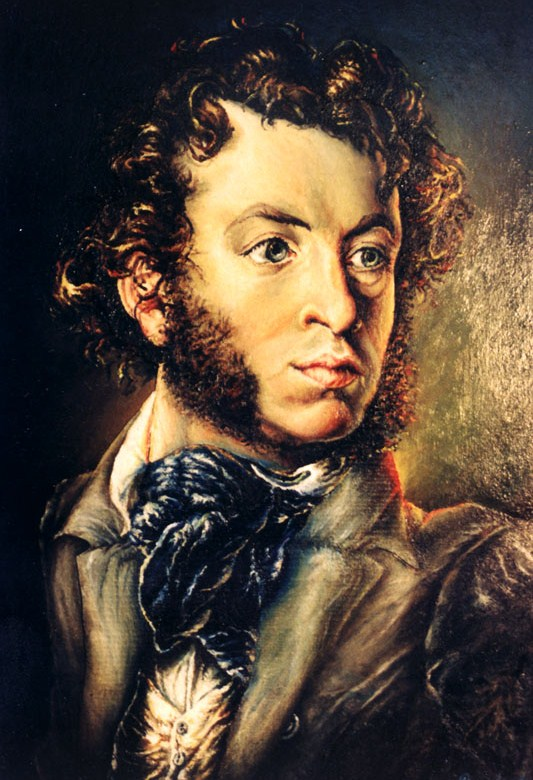
Aleksandr Puixkin, autor de la novel·la Eugeni Oneguin en la qual es basa l'òpera. Retrat de l'artista Alexander Vereinov.

Aleksandr Puixkin, nascut el 1799 a Moscou, va ser el fill d'un noble involucrat en la política i un home amb opinions polítiques molt fermes, fet que li va generar conflictes amb les autoritats. Considerat el poeta més gran de Rússia i el fundador de la literatura russa moderna, va revolucionar el panorama literari amb una gran varietat d'obres, inclosos poemes narratius, d'amor, polítics, contes, novel·les, teatre i històries. Va combinar l'antic eslavisme amb el rus vernacle en un llenguatge ric i melòdic, sent el primer a emprar el llenguatge quotidià en la seva poesia. El seu estil, amb patrons rítmics únics, és difícil de traduir i apreciar completament per aquells que no parlen rus. Va morir el 1837 a causa d'un duel.
Ruslan i Ludmila (1820), va ser la primera gran obra de Puixkin. Es fonamenta en llegendes populars russes que la seva àvia li narrava en francès. Mikhaïl Glinka la va adaptar més endavant per a l'òpera Ruslan i Liudmila. Diverses altres obres de Puixkin van ser adaptades a l'òpera, com per exemple Borís Godunov de Modest Mússorgski, La dama de piques i Mazeppa de Txaikovski, El gall d'or de Nikolai Rimski-Kórsakov.
Inspirat per la figura de Tatiana, Txaikovski va decidir casar-se amb Antonina Miliukova després de rebre una carta d'amor, percebent-ho com un senyal del destí. Tot i haver assumit la seva orientació homosexual i sense voler una relació física, el matrimoni, celebrat el juliol de 1877, va ser breu i desastrós, sumint-lo en una depressió que el va portar a intentar suïcidar-se dos mesos després. Tot i les seves dificultats personals, Txaikovski va completar Eugeni Oneguin gràcies al suport de Nadezhda von Meck, la seva patrocinadora i amiga epistolar. Malgrat els viatges a Suïssa, França, Itàlia i Àustria per recuperar forces, el febrer de 1878 va anunciar la finalització de l'òpera després d'un intens treball final.

## Argument

### Acte I
Larina, una dama russa, té dues filles, Olga i Tatiana, amb caràcters completament distints. Olga és molt riallera mentre que Tatiana és melancòlica. Resideixen en el camp, en una hisenda propietat de la família. Arriba Lenski, acompanyat per Oneguin, jove propietari d'una hisenda pròxima. Lenski està promès a Olga, mentre que Oneguin és un jove elegant i vividor, tot i que agradable. Tatiana s'enamora d'ell immediatament i decideix escriure-li aqueixa mateixa nit una carta declarant-li la seva passió.

### Acte II
Durant la festa de l'aniversari de Tatiana, Oneguin li diu que no pensa casar-se amb ella i al llarg de tota la festa es dedica a cortejar a Olga, la seva germana, a la vista de tot el món. Lenski, ofès, el repta a un duel. Onegin mata al seu amic en el duel i, afligit i trastornat per haver matat al seu únic i millor amic de manera tan estúpida, decideix abandonar la hisenda i intentar refer la seva vida lluny d'aquell indret.

### Acte III
Dos anys després d'allò, Oneguin arriba a Sant Petersburg, i assisteix a un ball que dona, en el seu palau, el príncep Gremin. Aquest li presenta a la seva esposa, que resulta ser Tatiana. En aquest moment, Oneguin sent que en realitat sempre va estar enamorat de Tatiana i vol que ella li correspongui. No obstant això, Tatiana el rebutja: és massa tard. Se separen per sempre.

## Estructura
| Introducció Acte 1 1 - Duo i quartet 2 - Cor i dansa de camperols 3 - Escena i arioso d'Olga 4 - Escena 5 - Escena & quartet 6 - Escena i Arioso de Lenski 7 - Escena de tancament 8 - Introducció i Escena amb la institutriu 9 - Escena de la carta 10 - Escena i duo 11 - Cor de donzelles 12 - Escena i Ària d'Oneguin | Acte 2 13 - Entreacte i vals 14 - Escena i rodolins de Triquet 15 - Mazurka i escena 16 - Final 17 - Escena i Ària de Lenski 18 - Escena de dol Acte 3 19 - Polonesa 20 - Escena i escocesa 20a - Ària del príncep Gremin 21 - Escena, Arioso d'Oneguin i escocesa 22 - Escena de tancament |

## Música
Txaikovski va donar un caràcter essencial a Ievgueni Oneguin. Van influir les tradicions musicals d'Europa occidental i l'òpera Carmen de Bizet, que el va impressionar profundament durant una visita a París el 1876. Malgrat les diferències entre els arguments, ambdues òperes comparteixen un món emocional similar. També va ser rellevant la visita de Txaikovski a Bayreuth el 1876, on va presenciar la primera representació de Der Ring des Nibelungen. Tot i que resulta complicat identificar una influència directa de Wagner en la seva música, és notable que Ievgueni Oneguin incorpori motius de reminiscència amb més rellevància i sofisticació que les seves òperes precedents.
Però la influència musical més destacada per a Txaikovski va ser, sens dubte, la tradició operística russa, que havia emergit al llarg de les quatre dècades que van seguir des de l'estrena de Una vida pel tsar de Glinka el 1836. El caràcter rus del poema de Puixkin queda reflectit en la intenció de Txaikovski d'incorporar elements de l'estil nacionalista, com el Cor de la Collita del primer acte o les danses característiques, entre les quals destaca la Polonesa del tercer acte. Tanmateix, Txaikovski no es limita a seguir aquesta tradició, sinó que transforma aquests elements amb una finalitat diferent: Ievgueni Oneguin és, sobretot, una òpera realista, més propera a La traviata de Verdi que no pas a les obres de l'escola nacionalista.